# 安密蒂 (喬治亞州)
安密蒂（英語：Amity）是位於美國喬治亞州林肯縣的一個非建制地區。該地的面積和人口皆未知。

## 地理
安密蒂的座標為33°40′33″N 82°29′22″W / 33.67583°N 82.48944°W，而該地的平均海拔高度為137米（即449英尺）。